# カセットブック
カセットブックは、1980年代に流行した出版物の形態で、書籍または雑誌に音楽・音声あるいはコンピュータ用プログラムデータが収録されたカセットテープが同梱されているものである。

## 概要
カセットテープは当時音楽メディアの主流であったレコードに比べ簡便でコストが低く、自主制作作品も多く出回った。中でもカセットマガジンとして発行された『TRA』はニュー・ウェイヴ音楽シーンにおいて大きな役割を果たした。
また、出版社発行で書店流通が行われ、レコード制作基準倫理委員会の管轄外となるため、より自由な表現ができるという利点もあった。
1985年に発売された佐野元春の『ELECTRIC GARDEN』（小学館）は10万部を超えるヒットとなり、当時、カセットブックとしては最大級のヒットとされた。
しかし1980年代後半に音楽メディアの主流がコンパクトディスクとなり、また後発した書店流通の朗読テープが同様に「カセットブック」を名乗ったため「カセットブックと言えば朗読テープを指す言葉」という認識が広がり、テープ同梱本としてのカセットブック流行は終焉を迎えた。代表的な作品のいくつかは後にコンパクトディスクで再発されているが、書籍部分の再録はほとんどない。
書籍とカセットテープの組み合わせは、パソコンブームに乗って流行りだしたディスクマガジンを書店の販路で流通させるために使われていたことがあった。こちらもフロッピーディスクを経て、1990年代半ばにCD-ROMに切り替わっている。

## 代表的な作品
- TRA（1982年創刊）[3]
雑誌形態で刊行。立花ハジメ、MELON、安斎肇ら
- AVEC PIANO - 坂本龍一（思索社、1983年）
- ベトナム伝説 - 遠藤ミチロウ（JICC出版局、1984年）
- SCUBA - P-MODEL（JICC出版局、1984年）
参加ミュージシャンは平沢進、三浦俊一、有島（神尾）明朗
- マニア・マニエラ - ムーンライダース（冬樹社、1984年）
当時所属レコード会社の判断でお蔵入りとなった音源をカセットブックとして発売
- カルサヴィーナ - 井上鑑（冬樹社、1984年）
- 花に水 - 細野晴臣（冬樹社、1984年）
- 観光地楽団 - 矢口博康（冬樹社、1984年）
- 昨日のつづき - 南佳孝（冬樹社、1984年）
- ELECTRIC GARDEN - 佐野元春（小学館、1985年。ISBN 4-09-394111-4）
- どてらい奴[注 1]ら - 町田町蔵from至福団（JICC出版局、1986年）
『SCUBA』と同じく北田が参加している。
- BECAUSE - 有頂天（JICC出版局、1986年）
- マドンナメイトカセット[4]（マドンナ社）
ヌード写真集とモデルの声を録音したカセットがパックされたもの。